# Éléonore (reine de Navarre)
 (juillet 2014).
Si vous disposez d'ouvrages ou d'articles de référence ou si vous connaissez des sites web de qualité traitant du thème abordé ici, merci de compléter l'article en donnant les références utiles à sa vérifiabilité et en les liant à la section « Notes et références ».
Pour les articles homonymes, voir Éléonore.
Éléonore d'Aragon-Navarre, née le 2 février 1426 à Olite, morte le 12 février 1479 à Tudela, est « reine légitime de Navarre » de 1464 à 1479 puis, pendant trois semaines, reine de Navarre en 1479.

## Biographie

### Famille
Elle est la fille de Blanche Ire d'Evreux (1385-1441), reine de Navarre de 1425 à 1441 et de son second époux Jean II d'Aragon (1398-1479), roi de Navarre par mariage de 1425 à 1441 puis par usurpation de 1441 à 1479 et enfin roi des différents territoires de la couronne d'Aragon de 1458 à 1479.

### Complice de son père
Elle est complice de l'usurpation commise par son père, notamment au temps où sa sœur aînée Blanche (1424-1464) (Blanche II) vit encore. L'histoire rapporte qu'après la mort de leur frère aîné Charles (1421-1461) dit Charles de Viane (Charles IV), leur père Jean II lui aurait livré Blanche, qu'elle aurait laissé périr en prison.
Elle tient la Navarre pour le compte de son père de 1455 à 1479, d'abord avec le titre de « lieutenante générale de Navarre » (1455-1468) puis avec celui de « gouvernante de Navarre » (1471-1479).
Éléonore devient reine de Navarre dans les faits le 19 janvier 1479, tandis que les territoires de la couronne d'Aragon reviennent à son demi-frère Ferdinand II (1452-1516), dit « Ferdinand le Catholique ». Elle ne profite guère de cette nouvelle dignité, puisqu'elle meurt trois semaines plus tard, le 12 février.

## Mariage et descendance
Le 22 décembre 1434, Éléonore épouse le comte de Foix Gaston IV (1425-1472), de la maison de Grailly. On leur connait dix enfants :
- Gaston (1444-1470), vicomte de Castelbon, prince de Viane (1462-1470), lieutenant général de Navarre (1469), père de :
  - François Fébus (1467-1483), roi de Navarre,
  - Catherine de Navarre (1468-1517), reine de Navarre ;
- Pierre (7 février 1449 - 10 août 1490), évêque de Vannes, archevêque d'Arles et cardinal (1476) ;
- Jean (1450-1500), vicomte de Narbonne, comte d'Étampes, père, entre autres, de :
  - Germaine de Foix, reine d'Aragon, de Majorque, de Valence, de Sicile et de Naples et comtesse de Barcelone ;
- Marie de Foix (apr. 1452-1467), mariée en 1465 à Guillaume VIII, marquis de Montferrat ;
- Jeanne de Foix (apr. 1454 - apr. 1476), mariée en août 1469 à Lectoure avec Jean V (1420 - 1473), comte d'Armagnac ;
- Marguerite (apr. 1458 - 1486), mariée le 27 juin 1471 à Clisson avec François II (1435 - 1488), duc de Bretagne, et mère de : 
  - Anne de Bretagne, reine de France ;
- Catherine de Foix (apr. 1460 - av. 1494), mariée en 1469 avec Gaston II de Foix (apr. 1440 - 1500), comte de Candale et de Benauges, et mère, entre autres, de :
  - Anne de Foix, reine de Bohême et de Hongrie ;
- Isabelle (apr. 1462) ;
- Éléonore (apr. 1466  - morte jeune) ;
- Jacques (v. 1470 - 1500), comte de Montfort.

## Titulature
De l'héritage de sa mère (en théorie) Blanche Ire (1385-1441), reine de Navarre de 1425 à 1441 et de l'héritage de son père réellement Jean II (1398-1479), roi de Navarre par mariage de 1425 à 1441 puis par usurpation de 1441 à 1479 :
- reine de Navarre (19 janvier - 12 février 1479)